# Giorgio Zappa
Giorgio Zappa (Casatenovo, 5 febbraio 1945 – 11 giugno 2025) è stato un dirigente d'azienda e dirigente pubblico italiano.

## Biografia
Laureato in giurisprudenza all'Università La Sapienza di Roma, inizia la sua attività professionale presso Industrie Finmeccanica e Finsider, occupandosi di termomeccanica e siderurgia.
Nel 1993 assume la carica di direttore generale di Alenia, tre anni più tardi guida Alenia Aerospazio, la società di Finmeccanica per l'aeronautica e lo spazio. Con la nuova organizzazione societaria del 1999, diventa presidente operativo di Alenia Spazio e successivamente presidente e amministratore delegato di Alenia Aeronautica, presidente di Telespazio e vicepresidente di Aermacchi (oggi Alenia Aermacchi).
Nel 2004 viene nominato direttore generale di Finmeccanica, mantenendo la carica di presidente di Alenia Aeronautica.
Il 30 maggio 2006 viene nominato Cavaliere del Lavoro dal Presidente della Repubblica Giorgio Napolitano.
In un documento sulle dichiarazioni patrimoniali e reddituali rese dai titolari di cariche elettive e direttive di alcuni enti, a cura della Presidenza del Consiglio dei Ministri ai sensi dell'art. 12 della legge 5 luglio 1982 n. 441, risulta che il manager vanti per il 2010, redditi annui pari a 2,5 milioni di €.
Dal 7 luglio 2012 all'aprile 2016 ha guidato Vitrociset, ricoprendo il ruolo di presidente operativo.